# 內田翔
內田翔（うちだ しょう，1987年9月28日—）是日本男子游泳运动员。群馬縣出生，畢業於榛名中学校、高崎商業高校及法政大学。

## 生涯
2010年，內田代表日本參加廣州亞運會游泳比賽的男子100米自由泳、400米自由泳、1500米自由泳、4x200米自由泳接力及4x100米自由泳接力五個項目，奪得兩枚接力銀牌。